# Какма
Какма је насељено мјесто у Равним Котарима, у сјеверозападној Далмацији. Припада општини Полача у Задарској жупанији, Република Хрватска.

## Географија
Налази се 7 км сјевероисточно од Биограда и 12 км југозападно од Бенковца.

## Историја
До територијалне реорганизације у Хрватској насеље се налазило у саставу бивше велике општине Бенковац. Током рата у бившој Југославији (1991—1995) Какма се налазила у Републици Српској Крајини, у пограничној зони према Хрватској.

## Становништво
Према попису из 1991. године, Какма је имала 341 становника, од чега 265 Срба, 62 Хрвата, 6 Југословена и 8 осталих. Према попису становништва из 2001. године, Какма је имала 168 становника. Какма је према попису из 2011. године имала 213 становника.
| Националност       | 1991. | 1981. | 1971. | 1961. |
| Срби               | 265   | 264   | 261   | 257   |
| Југословени        | 6     | 26    |       |       |
| Хрвати             | 62    | 67    | 70    | 66    |
| остали и непознато | 8     |       | 1     |       |
| Укупно             | 341   | 357   | 332   | 323   |

| Демографија | Демографија | Демографија |
| Година      | Становника  | Становника  |
| ----------- | ----------- | ----------- |
| 1961.       | 323         |             |
| 1971.       | 332         |             |
| 1981.       | 357         |             |
| 1991.       | 341         |             |
| 2001.       | 168         |             |
| 2011.       |             | 213         |

## Попис 1991.
На попису становништва 1991. године, насељено место Какма је имало 341 становника, следећег националног састава:
| Попис 1991.‍  | Попис 1991.‍  | Попис 1991.‍ | Попис 1991.‍ | Попис 1991.‍ |
| ------------ | ------------ | ----------- | ----------- | ----------- |
|              |              |             |             |             |
| Срби         | Срби         |             | 265         | 77,71%      |
| Хрвати       | Хрвати       |             | 62          | 18,18%      |
| Југословени  | Југословени  |             | 6           | 1,75%       |
| неопредељени | неопредељени |             | 7           | 2,05%       |
| непознато    | непознато    |             | 1           | 0,29%       |
| укупно: 341  |              |             |             |             |

## Презимена
- Богуновић — Православци
- Вукша — Православци
- Грубић — Православци
- Колунџић — Православци
- Кресовић — Православци
- Кукић — Православци
- Лукић — Римокатолици
- Пераић — Римокатолици
- Перковић — Римокатолици
- Петковић — Православци
- Суботић — Православци
- Тинтор — Православци
- Узелац — Православци

## Познате личности
- Слободан Узелац, професор Универзитета у Загребу и бивши потпредседник Владе Републике Хрватске